# Lomelosia simplex
Lomelosia simplex är en tvåhjärtbladig växtart. Lomelosia simplex ingår i släktet Lomelosia och familjen Dipsacaceae.

## Underarter
Arten delas in i följande underarter:
- L. s. dentata
- L. s. simplex

## Bildgalleri

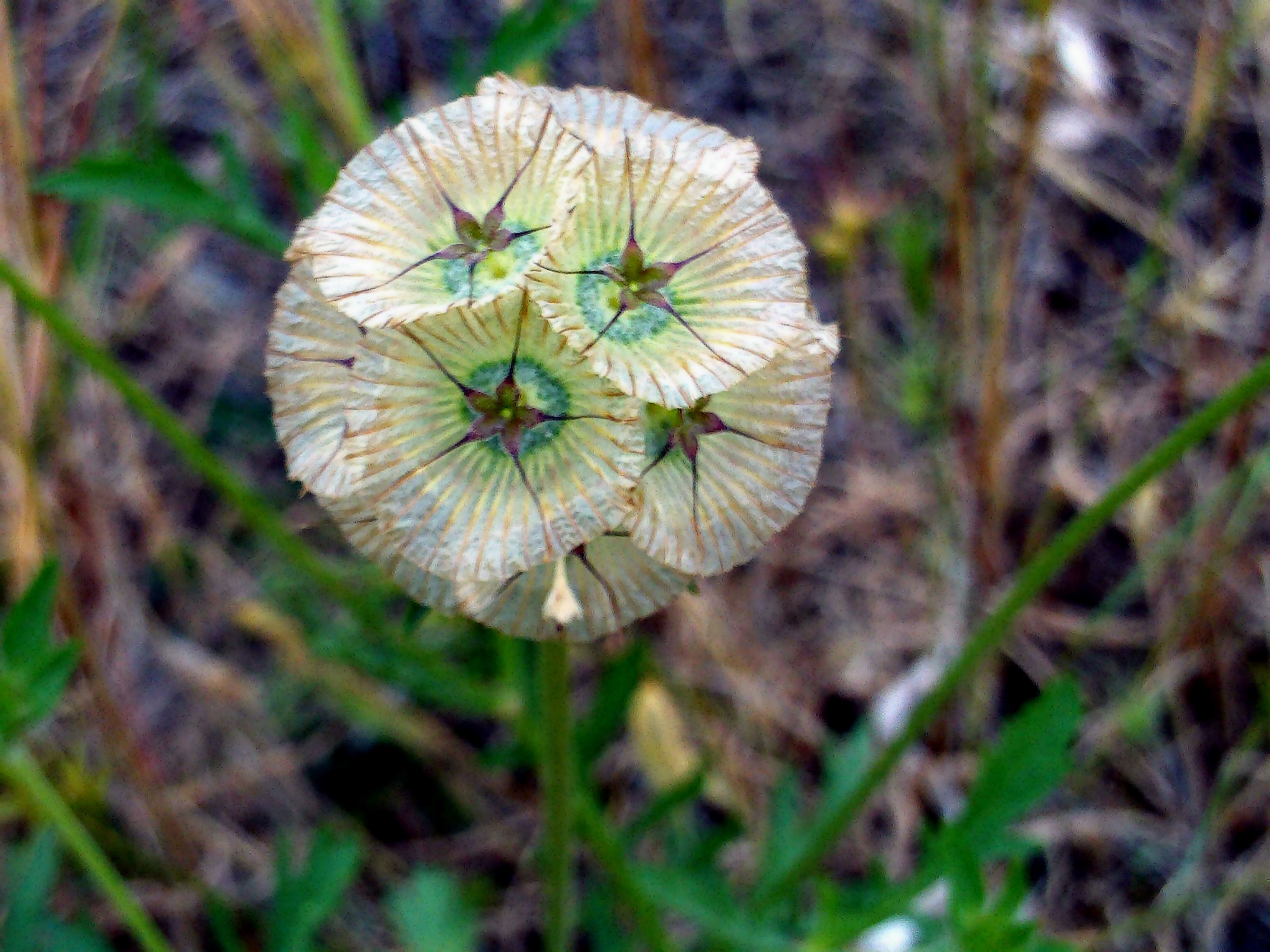
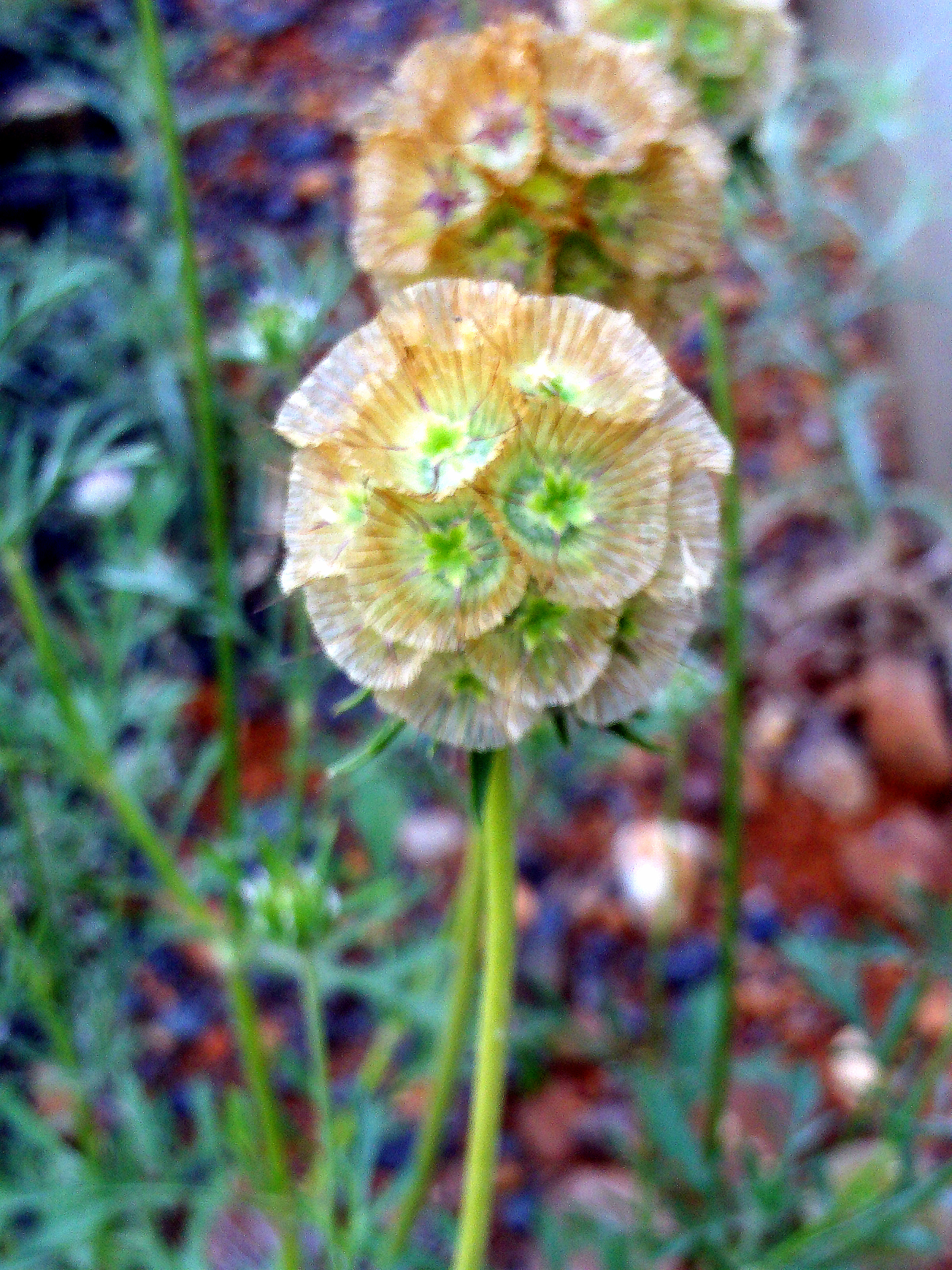
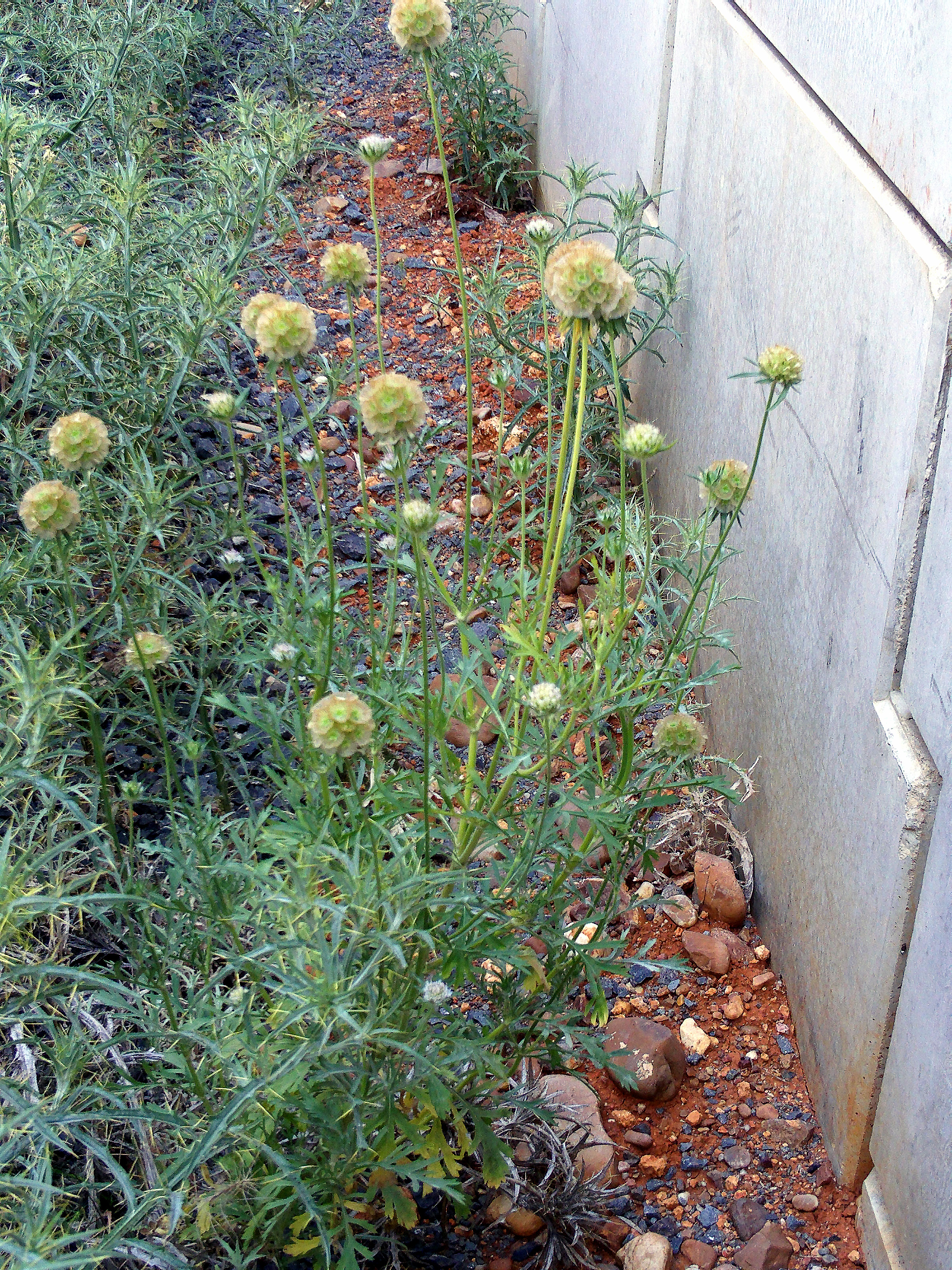
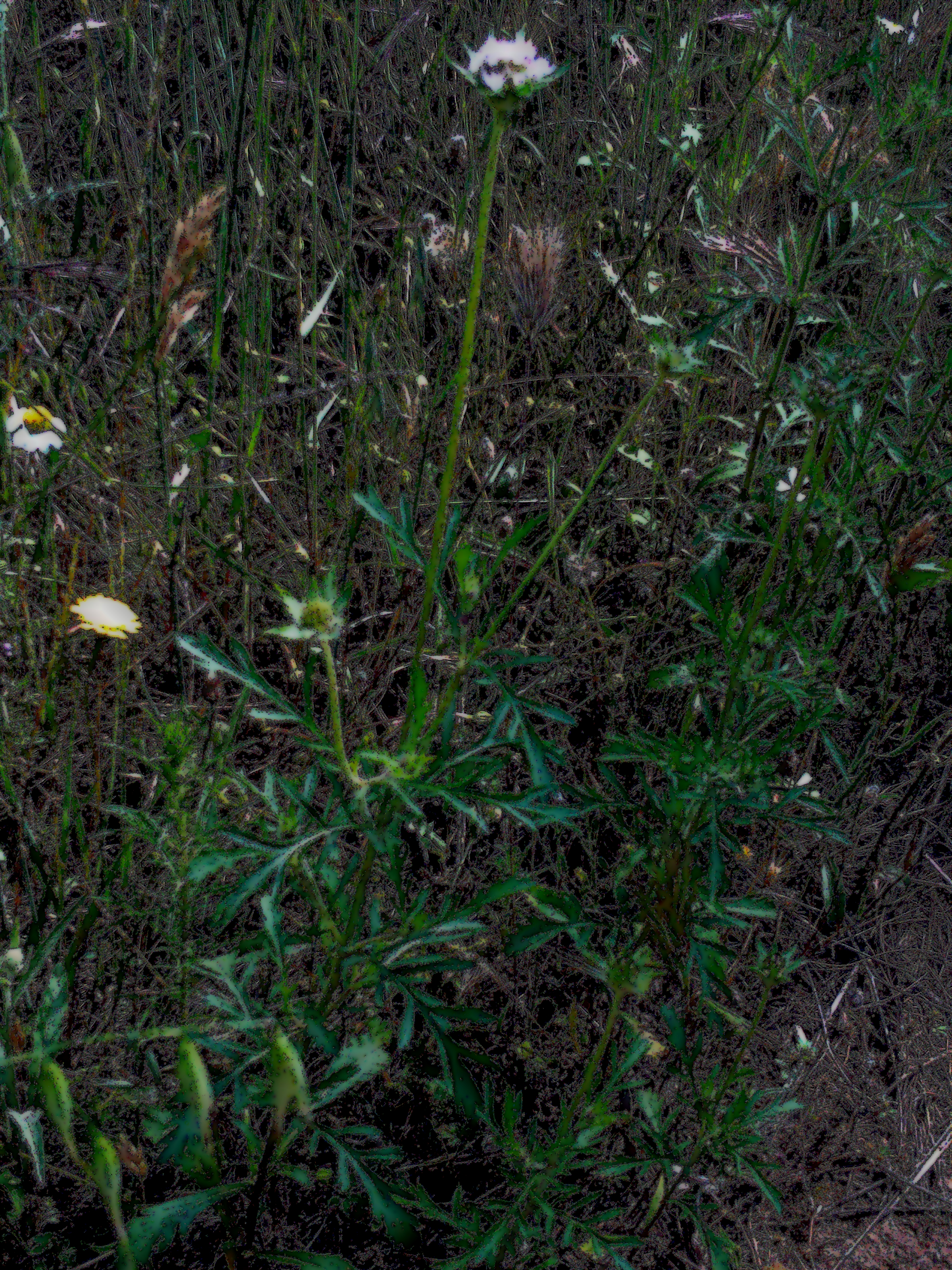
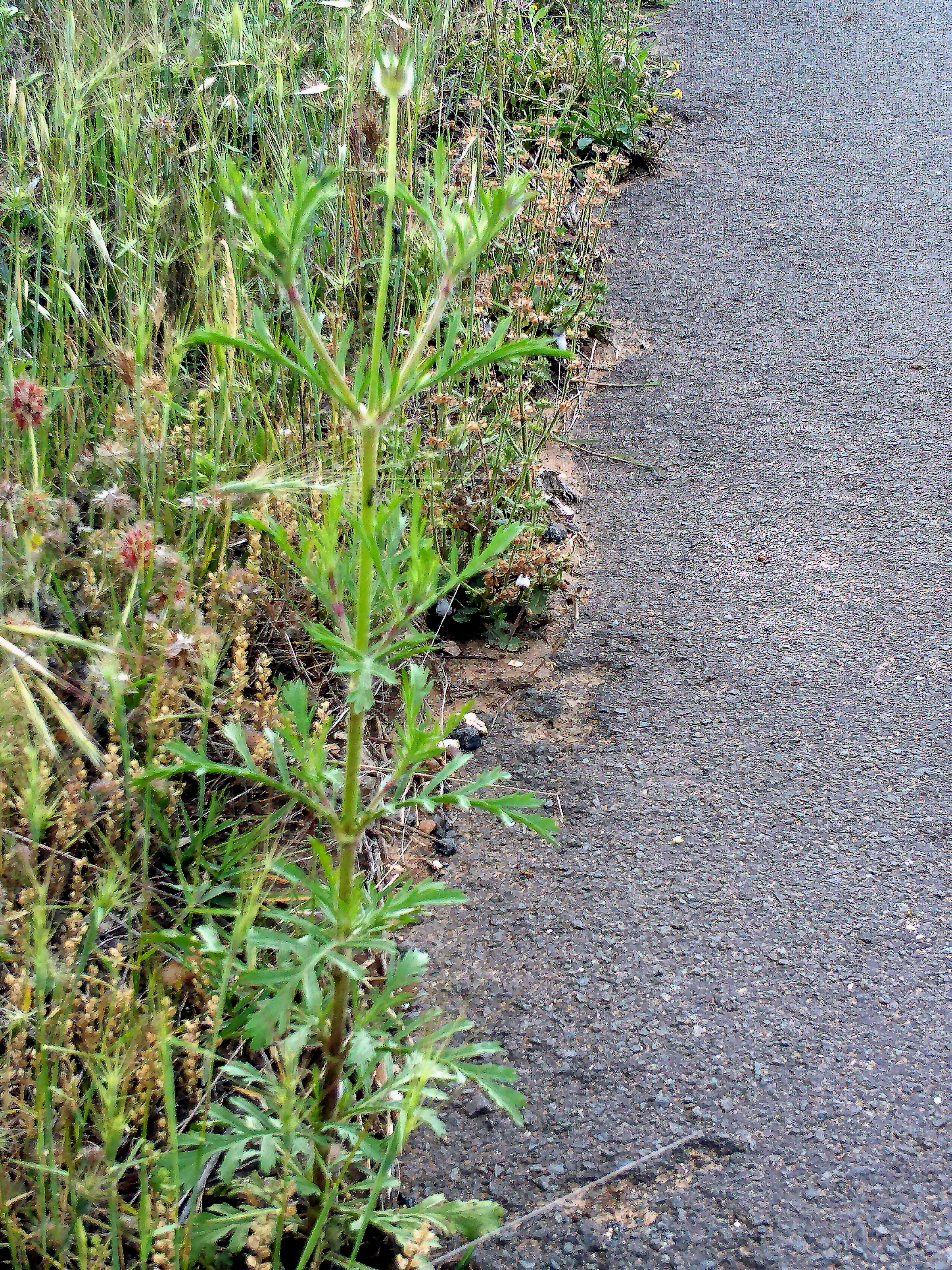
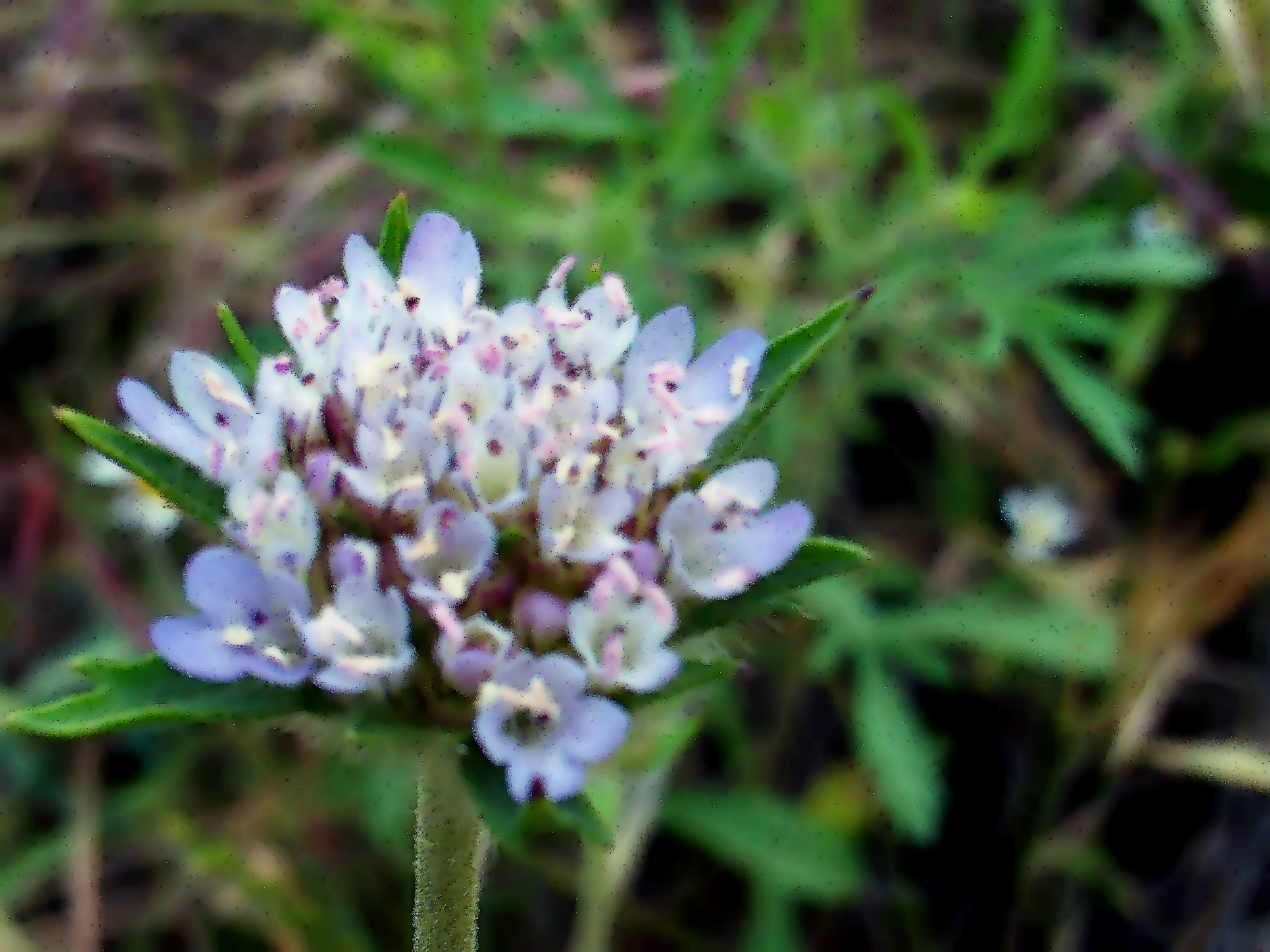